# A Swinging Introduction to Jimmy Knepper
A Swinging Introduction to Jimmy Knepper ist ein Jazz-Album von Jimmy Knepper. Es wurde in zwei Sessions in wechselnder Besetzung im September 1957 in New York City aufgenommen und auf Bethlehem Records veröffentlicht. Spätere Wiederveröffentlichungen wurden auch unter den Titeln Idol of the Flies bzw. Muted Joys herausgegeben.

## Das Album
Nach seiner Ankunft in New York Anfang 1957 arbeitete der Posaunist meist mit dem Bandleader Charles Mingus zusammen. Es war auch Mingus, der auf seinem eigenen unabhängigen Label Debut Records Aufnahmen für ein erstes Album Kneppers produzierte; die Veröffentlichung
der im Juni 1957 aufgenommenen 10-Inch-LP wurde zwar geplant, jedoch nicht realisiert. Nach seiner Mitwirkung an den Mingus-Alben Tijuana Moods, The Clown, East Coasting und A Modern Jazz Symposium of Music and Poetry, die beiden letzten für Bethlehem Records aufgenommen, vermittelte Mingus den Kontakt zu Lee Kraft vom Bethlehem-Label; Knepper hatte dann die Möglichkeit, sein erstes Album unter eigenem Namen aufzunehmen.
Die meisten der im September 1957 aufgenommenen Titel entstanden in Quintett-Besetzung mit einem weiteren Bläser in der front line, dem Altsaxophonisten Gene Quill; die Rhythmusgruppe bildeten der Bassist Teddy Kotick mit dem langjährigen Mingus-Schlagzeuger Dannie Richmond und dem Pianisten Bill Evans, der zu dieser Zeit ebenfalls mit Mingus gearbeitet hatte, wie auf dem East Coasting-Album im August.
Das Quintett nahm ein Programm von Jazzstandards wie dem Swing-Klassiker „How High the Moon“ und Nacio Herb Browns „You Stepped Out of a Dream“ auf; hinzu kamen Jimmy Kneppers Eigenkompositionen „Ogling Ogre“, „Avid Admirer“ und „Idol of the Flies“, letzter Titel fungierte auch bei einigen Wiederveröffentlichungen des Albums als Titelstück.
„Ogling Ogre“ basiert auf einer Phrase, die aus Duke Ellingtons Titel „Mr. Gentle ans Mr. Cool“ stammte, der in der gleichen Zeit entstand und auf dem Newport Jazz Festival 1958 gespielt wurde. Kneppers „Idle of the Flies“ reflektiert den partnerschaftlichen Einfluss von Charles Mingus; „Avid Admirer“ ist ein 12-taktiger Blues, der sich in seinem komplexen Aufbau an ähnliche Blues-Kompositionen von Charlie Parker orientiert.

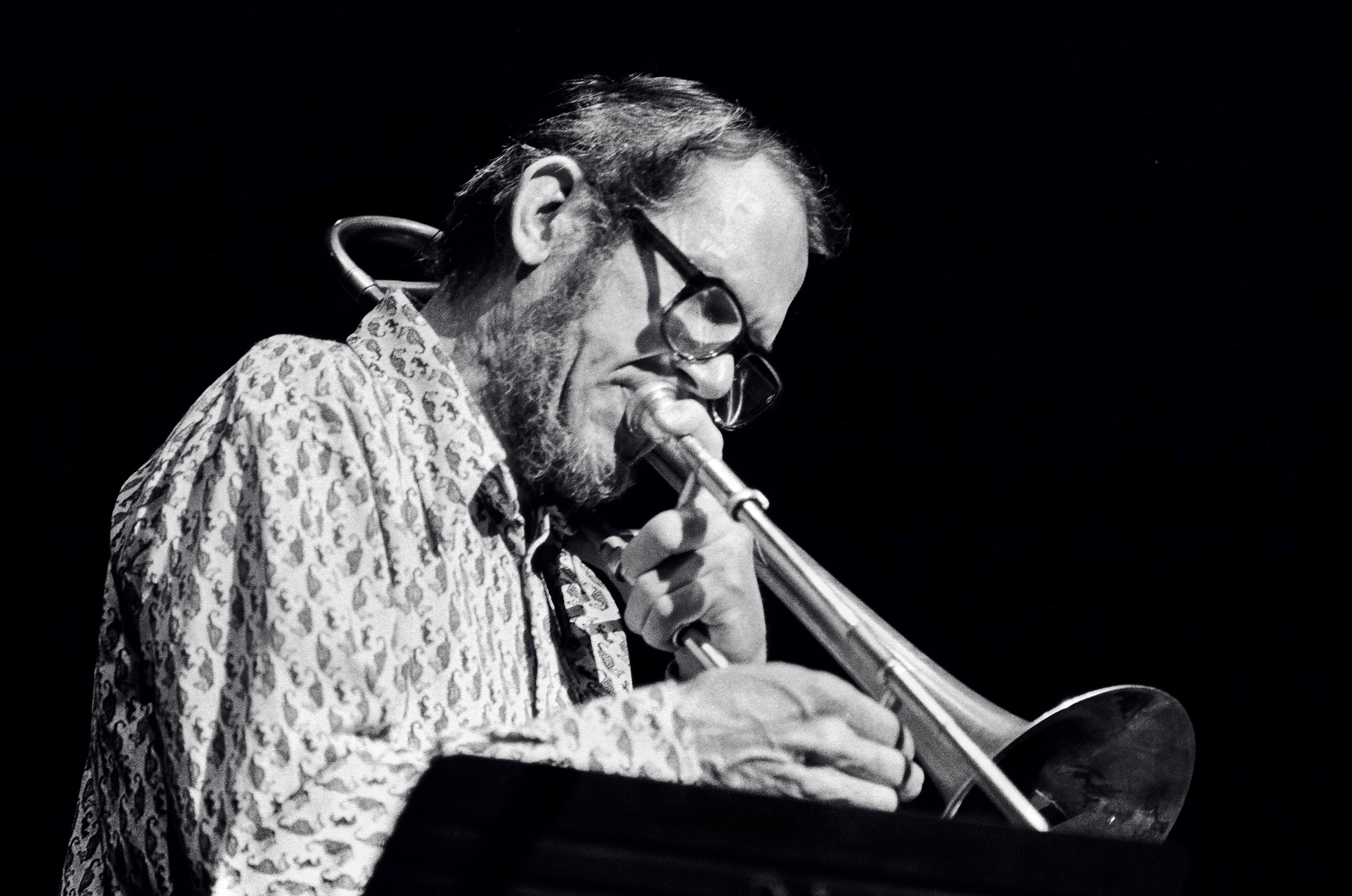
Jimmy Knepper

Die zweite, im September 1957 aufgenommene Session brachte Jimmy Knepper mit dem Trompeter Gene Roland zusammen; statt Bill Evans spielte der relativ unbekannte Pianist Bob Hammer, der damals ebenfalls mit Mingus arbeitete. Das Quintett, dem erneut Teddy Kotick und Dannie Richmond angehörten, spielte drei Standards, „Close As Pages in a Book“, „Irresistible You“ und „Gee, Baby, Ain’t I Good to You“. Roland war ein alter Freund Kneppers aus gemeinsamen Tagen an der Westküste; sein Gesang bei dem Blues „Gee, Baby“ erlaubt dem Posaunisten, sich eine etwas altmodische Begleitspielweise in der Art von Vic Dickenson zu gönnen, so Brian Priestley in den Liner Notes zur Neuausgabe des Albums.
Das Bethlehem-Album von 1957 blieb die einzige Veröffentlichung des Posaunisten unter eigenem Namen bis zu seinem Album Cunningbird, das Jimmy Knepper 1976 erneut mit Dannie Richmond sowie mit Al Cohn, Roland Hanna und George Mraz für das SteepleChase-Label einspielte. 1958 war Knepper Co-Leader des Albums The Pepper-Knepper Quintet (MetroJazz Records SL 3012).

## Bewertung des Albums
Brian Priestley bezeichnet Jimmy Knepper besonders in diesem Album als einen Musiker, der für eine Mischung aus kraftvollem und subtilem Posaunenspiel stehe. Scott Yanow im All Music Guide, der das Album mit vier Sternen bewertete, spricht von essentiellem Cool-betonten Hardbop; die sechs Standards und drei Eigenkompositionen Kneppers erlebten eine swingende Behandlung.

## Editorische Hinweise
Die Titel Ogling Ogre und You Stepped Out of a Dream erschienen bei Bethlehem seinerzeit zugleich als Single (BCP 11032). A Swinging Introduction To Jimmy Knepper (Bethlehem BCP 77) erschien in späteren Jahren auch unter dem Titel Idol Of The Flies (Affinity LP 12″: AFF 89 bzw. als Bethlehem LP 12″: BCP 6031, 1977).
In CD-Form erschien das Album 1989 unter dem Titel Muted Joys auf dem Reissue-Label Affinity, gekoppelt mit Aufnahmen, die im August 1979 mit Nico Bunink und niederländischen Musikern entstanden sind. 2003 erschien sie bei LoneHill Jazz (CD: LHJ 10151) als The Complete Gus Wildi Recordings, bei Toshiba/Bethlehem (CD: TOCJ 6364) wiederum als A Swinging Introduction To Jimmy Knepper (2004); ferner bei JVC (als CD: VICJ 61473) unter dem ursprünglichen Titel A Swinging Introduction To Jimmy Knepper.

## Die Titel
- Jimmy Knepper Quintett – 'A Swinging Introduction to Jimmy Knepper (Bethlehem BCP)

1. Love Letters (Victor Young/Eddie Heyman) 5:06
2. Ogling Ogre (Knepper) 3:44
3. You Stepped Out of a Dream (Nacio Herb Brown/Gus Kahn) 4:43
4. How High the Moon (Lewis / Hamilton) 3:58
5. Gee, Baby, Ain’t I Good to You (Don Redman/Andy Razaf) 4:40
6. Idol of the Flies (Knepper) 5:57
7. Close as Pages in a Book (Sigmund Romberg/Dorothy Fields) 4:23
8. Avid Admirer (Knepper) 4:58
9. Irresistible You (Don Raye/Gene De Paul) 4:06